# Navtex

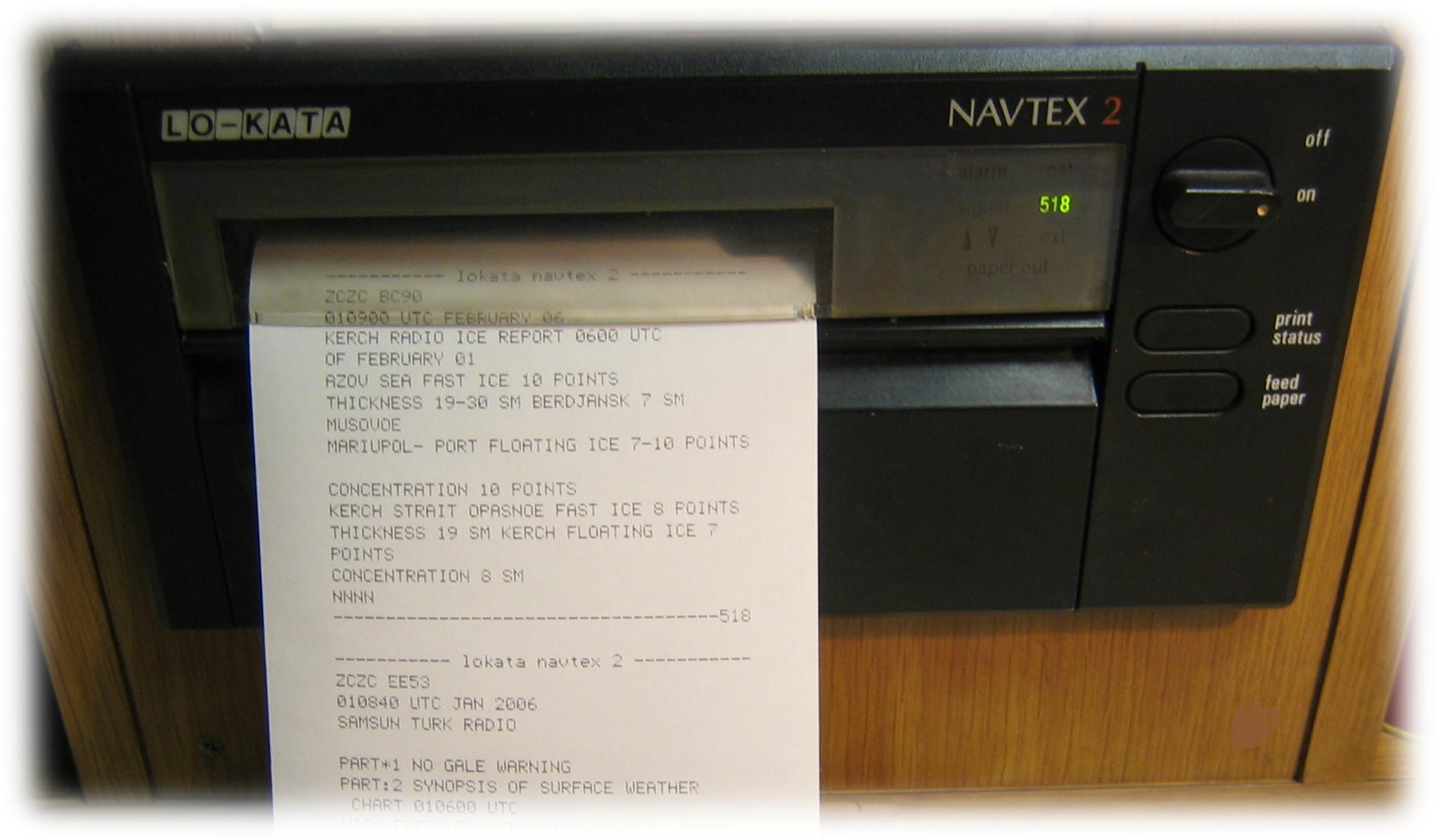
Receptor NAVTEX.

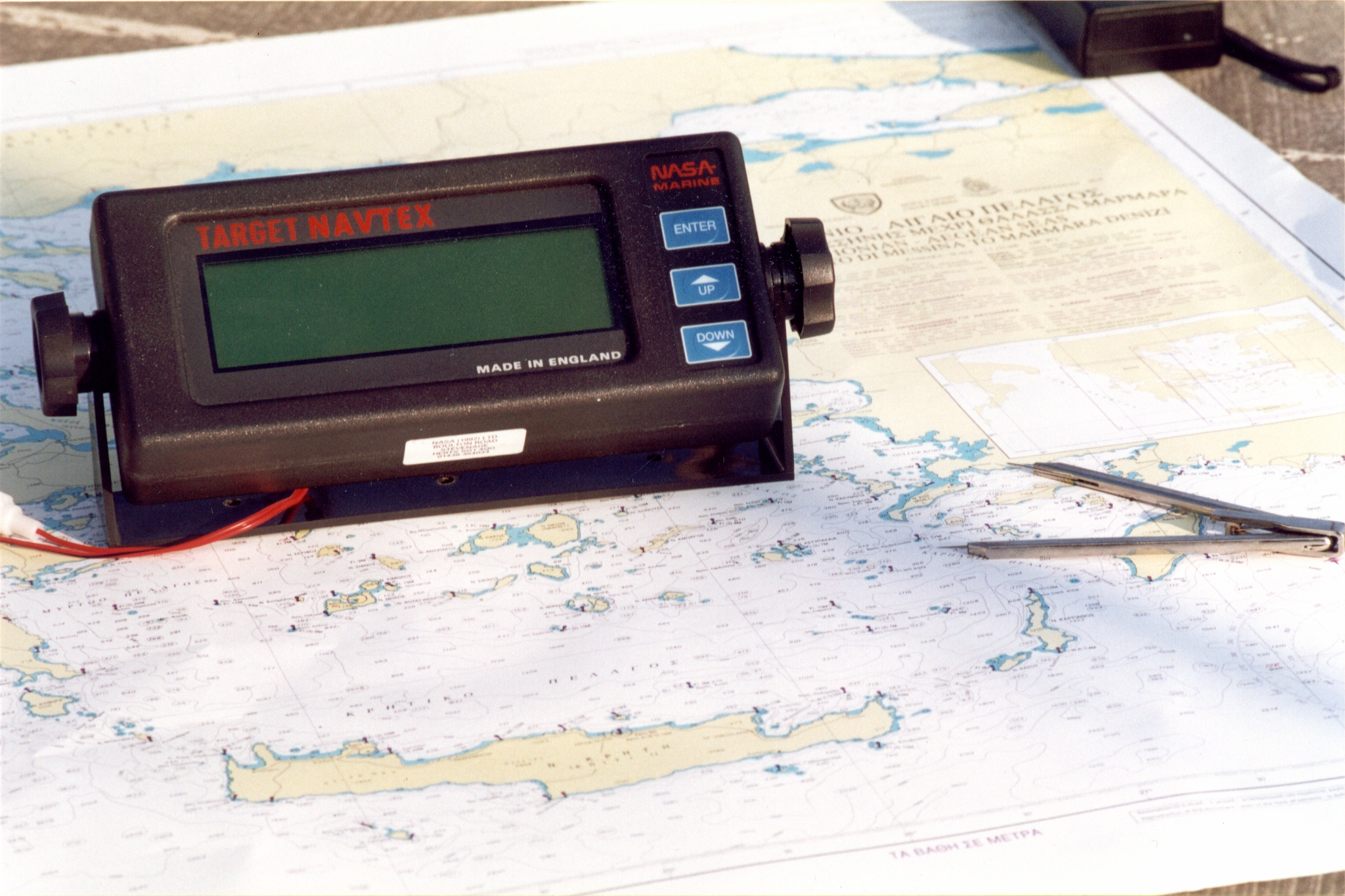
Receptor marítim transportable Navtex

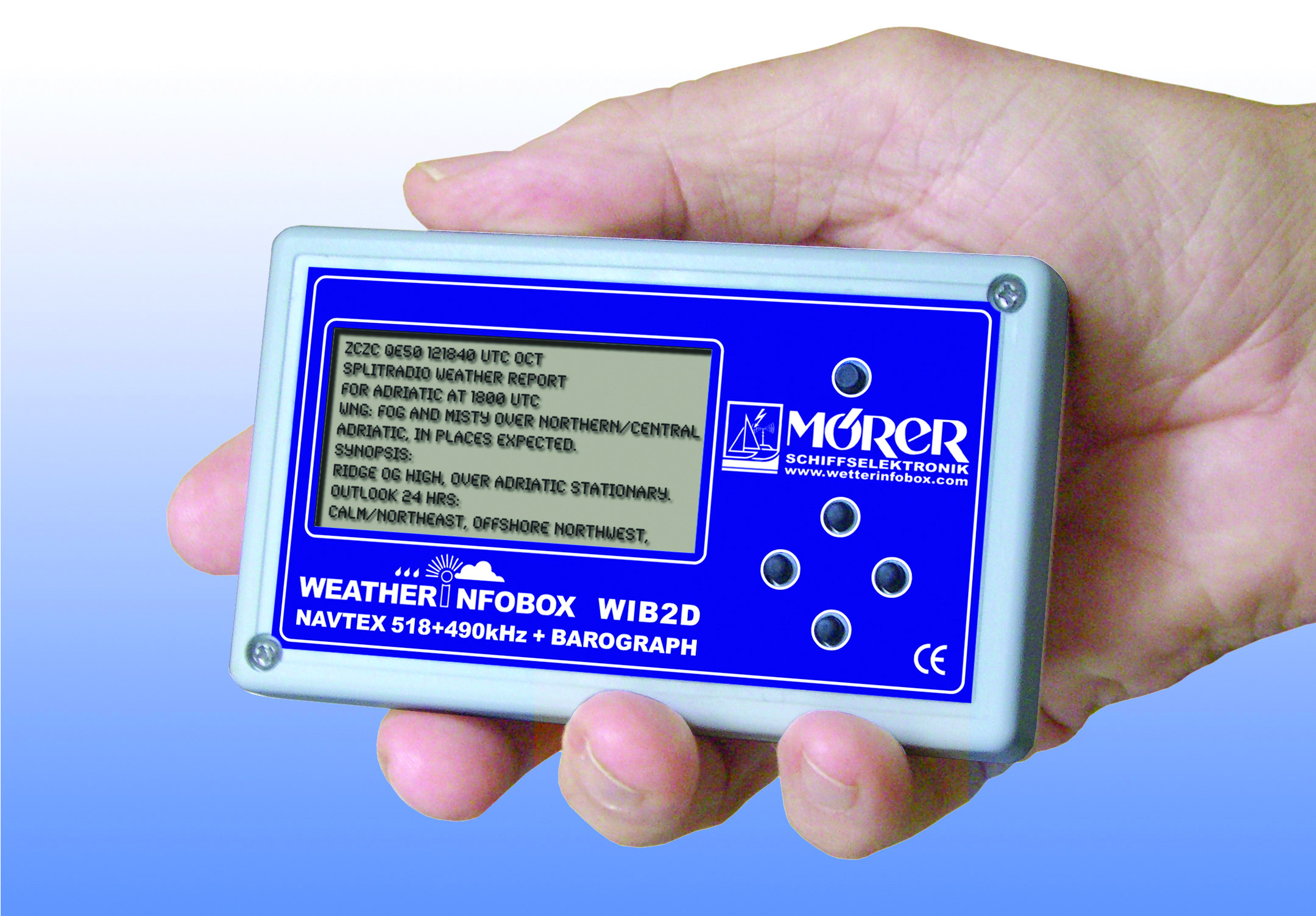
Receptor mòbil Navtex

NAVTEX ( NAVigational TEleX Messages ) és un sistema automàtic d' informació marítima que utilitza radioteletip. Forma part del Sistema Mundial de Socors i Seguretat Marítima. El terme també pot referir-se a un missatge que passa per aquest sistema. Forma part dels sistemes marins.

## Principi
El sistema és d'abast mitjà i funciona amb una freqüència fixa internacional de 518 kHz.
A bord dels vaixells, el Navtex és un simple receptor combinat amb una impressora o pantalla. Ha d'estar en servei quan l'embarcació està al mar i permet rebre informació transmesa per diferents estacions emissores preprogramades. Els missatges es guarden o imprimeixen sense intervenció. També es proporciona una alarma per cridar l'atenció del personal de vigilància en cas d'un missatge urgent.

## Detalls
- Emissió en una única freqüència : 518 kHz[1] (transmissió a 4.209,5 kHz a la zona tropical ).[2]
- Utilitza la llengua anglesa.
- Cada nació pot emetre addicionalment a 490 kHz[3] per a un servei lingüístic nacional. També hi ha un servei japonès a 424 kHz.
- Assignació de temps d'emissió per evitar interferències : per torns, a hora fixa durant 10 minuts cada 4 hores.
- És possible seleccionar els transmissors i els tipus de missatge desitjats, excepte per a determinats tipus de missatges.
- A França, les emissions de Navtex són coordinades per la CROSS.
- Els missatges Navtex es poden rebre fins a 300 milles marines , o fins i tot 400 per a alguns receptors.
- El tipus de modulació és SITOR B, classe d'emissió F1B (FSK), desplaçament de freqüència 170 Hz , velocitat 100 bauds.
- La recepció és en banda lateral única superior i també en mode RTTY (F1B) per tal de beneficiar-se dels filtres de banda estreta si el receptor en disposa.

## Tipus de missatge
La informació rebuda s'emmagatzema a la memòria i es mostra a la pantalla o s'imprimeix directament a la impressora integrada. Cada missatge comença amb la seqüència ZCZC, després un espai i 4 B, la primera B identifica l'estació emissora, la segona el tipus de subjecte, la tercera i quarta el número del missatge transmès per l'estació. El missatge en si mateix segueix, i la seqüència acaba amb 4 N (NNNN).
Tipus de missatge :
```
ZCZC

B¹B²B³B⁴
, segons el codi següent:
 B¹: Estació emissora
 B²: tipus de missatge
 B³B⁴: numeració.

Text del missatge

NNNN
```

## Llista dels orígens dels missatges
El camp indicat B1 anteriorment expressa un transmissor, en una zona de navegació determinada. Hi ha vint-i-una zones diferents. Un mateix país possiblement pot pertànyer a diverses zones : així, tres zones s'associen a França. En cadascuna d'aquestes zones, algunes estacions estan assignades a la freqüència de 490 kHz , les altres a 518 kHz. Per exemple :

### Zona I

#### 518 kHz
- K : Niton, Anglaterra
- M : Ostende, Bèlgica
- P : Den Helder, Països Baixos

### Zona IV

#### 518 kHz
- A : Miami, Florida
- C : San Francisco, Califòrnia
- E : Charleston, Carolina del Sud
- F : Boston, Massachusetts
- G : Nova Orleans, Louisiana
- J : Kodiak, Arkansas (també conegut com a X)
- N : Portsmouth, Virgínia
- O : Honolulu, Hawaii
- Q : Cambria, Califòrnia
- R : San Juan, Puerto Rico
- V : Illes Marianes
- W : Astoria, Oregon

## Llista de tipus de missatges
El camp marcat amb B2 a dalt pot prendre els valors següents: :
- A : Advertència de navegació — Alerta de navegació
- B : Avís meteorològic — Alerta meteorològica
- C : Informes sobre gel — Butlletí sobre icebergs i gel en general
- D : SAR (Search and rescue) — Cerca i rescat al mar
- E : Previsió meteorològica — Informe meteorològic
- F : Pilot — Pilotatge marítim
- G : AIS — Sistema d'identificació automàtica
- H : Loran — sistema LORAN
- I : de recanvi — disponible
- J : Satnav — Navegació per satèl·lit
- K : Altres ajudes electròniques — Altres ajudes electròniques
- L : Advertència de navegació addicional — Advertència de navegació addicional
- V : Informació per a pescadors (només als EUA, no utilitzat)
- W : Medi ambient (només als EUA, no utilitzat)
- X : Especial — Missatge especial
- Y : Especial — Missatge especial
- Z : No s'ha de transmetre cap missatge — No s'ha de transmetre cap missatge